# الیل (هاوایی)
الیل (به انگلیسی: Eleele) یک منطقهٔ مسکونی در ایالات متحده آمریکا است که در شهرستان کائوآئی، هاوایی واقع شده‌است. الیل ۲٫۶ کیلومتر مربع مساحت و ۲٬۳۹۰ نفر جمعیت دارد و ۷ متر بالاتر از سطح دریا واقع شده‌است.